# 长翅槭
长翅槭（学名：Acer longicarpum）为无患子科槭属的植物，为中国的特有植物。分布于中国大陆的云南等地，生长于海拔1,300米的地区，一般生于疏林中，目前已由人工引种栽培。